# Desperate Desmond Abducts Rosamond
Desperate Desmond Abducts Rosamond è un cortometraggio muto del 1911. Il nome del regista non compare nei credit del film.

## Produzione
Il film fu prodotto dalla Nestor Film Company, una compagnia fondata dai fratelli William e David Horsley.

## Distribuzione
Distribuito dalla Motion Picture Distributors and Sales Company, il film - un cortometraggio di una bobina - uscì nelle sale cinematografiche statunitensi il 9 dicembre 1911.